# El Parnaso (Rafael)
El Parnaso es un fresco del artista Rafael Sanzio. Al discípulo Giovanni da Udine se le atribuye la ejecución de las musas. Fue ejecutado en 1511. Se encuentra en la parte norte de la Sala de la Signatura (Stanza della Segnatura), una de las habitaciones que hoy en día son conocidas como las estancias de Rafael, ubicadas en el Palacio Apostólico de la Ciudad del Vaticano y que forman parte de los Museos Vaticanos. Fue la tercera en pintarse, después de La disputa del Sacramento y La escuela de Atenas.
Esta alegoría del Parnaso se encuentra encima de una de las ventanas de la Sala de la Signatura. Tiene una anchura en la base de 670 cm. 
La pintura muestra el mitológico Monte Parnaso, la montaña sagrada donde reside el dios Apolo y las musas de la mitología griega. 
En el centro del cuadro está la fuente Hipocrene, y por encima de ella Apolo toca un instrumento estilizado: un violín o una viola de brazo, instrumento capaz para la polifonía. Parece que el rostro de Apolo es el del papa Julio II, tañedor de viola de brazo. 
A su alrededor, las nueve musas, repartidas a ambos lados del dios. Al lado izquierdo de Apolo hay cuatro musas: Melpómene, Terpsícore, Polimnia y Calíope. Al lado derecho del dios están, a su vez, representadas cinco musas: Euterpe, Clío, Talía, Urania y Erato.
Rafael representa a nueve poetas de la Antigüedad y otros nueve contemporáneos. Estos literatos conversan entre sí sin atender al concierto ofrecido por Apolo. Aquí aparecen no solo poetas de la Antigüedad clásica, sino también otros posteriores e incluso contemporáneos, como Dante, Petrarca, Ariosto y Sannazaro.

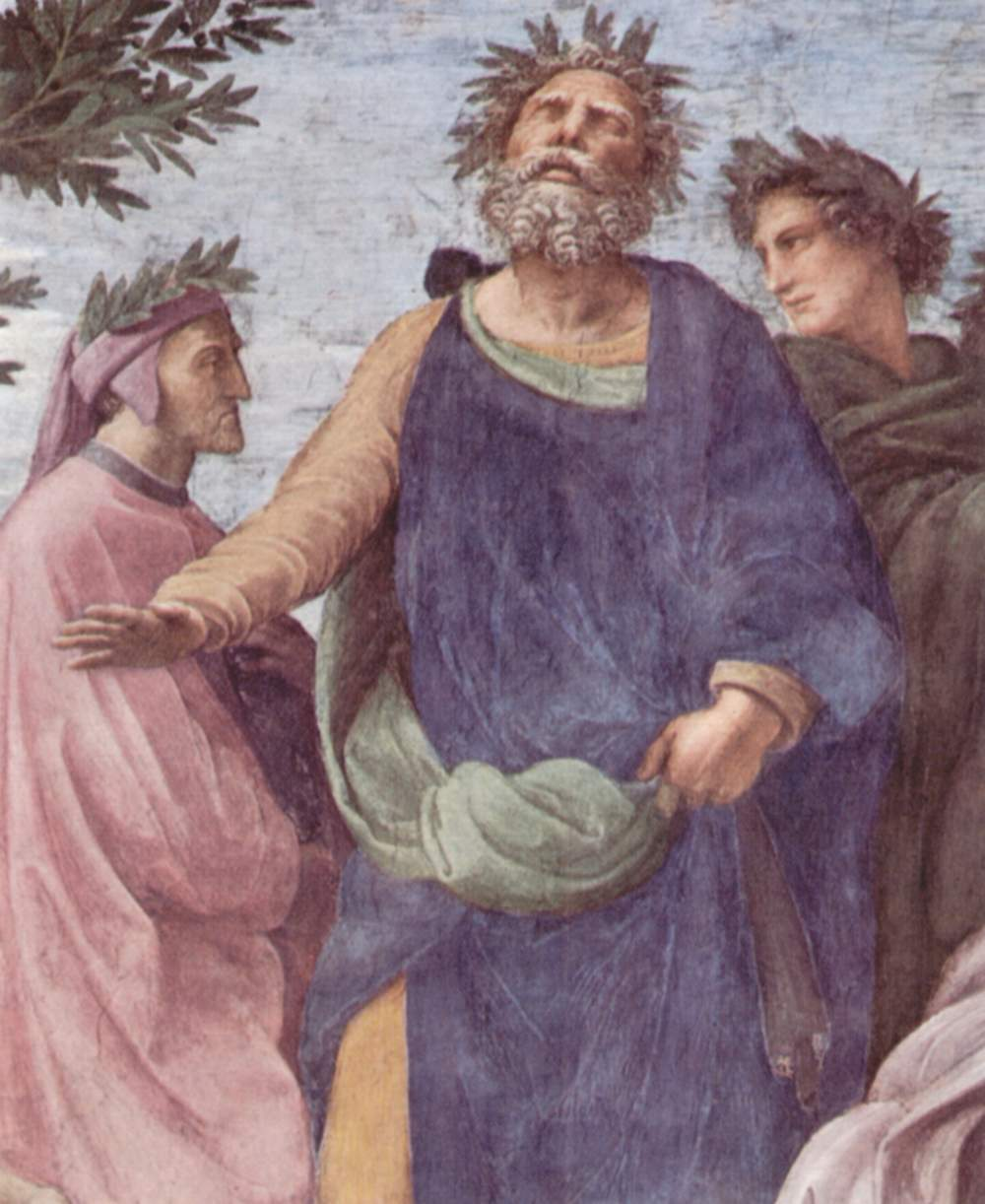
Dante Alighieri, Homero y Virgilio.

La identificación de algunos poetas es dudosa, y así como Dante y Homero están claramente representados, otros no se reconocen con facilidad. A la izquierda de Apolo estarían cuatro poetas épicos: Dante, Homero, Virgilio y Angelo Poliziano, siendo dudoso que este último sea un autorretrato de Rafael, y cuatro poetas líricos: Safo, Petrarca, Corina (poetisa griega del siglo V a. C.), Alceo y Anacreonte. Algunos autores sugieren que uno de ellos puede ser Teócrito
En el lado derecho se han identificado con cierta seguridad Sannazaro, Tebaldeo, y Ludovico Ariosto. Más dudoso es el resto de las figuras. Unos identifican a Castiglione, Vittoria Colonna y Pietro Bembo, que tendría el rostro vuelto hacia Francesco Petrarca, su modelo supremo; y luego en torno a Bembo habría dos poetas desconocidos. Se les llama poetas del futuro que juzgan el pasado. De hecho este fresco se ha interpretado como un "viaje en el tiempo de la cultura" da la antigüedad conocida hacia un futuro desconocido representado por los últimos dos poetas.
Otros han identificado entre las figuras a la derecha de Apolo a Píndaro, Horacio, Ovidio, Tíbulo, Catulo, Propercio y Boccaccio
Se cree que este fresco lo elaboró Rafael con la ayuda de Pietro Bembo. A diferencia de lo que ocurre en la escuela de Atenas, en la que solo se reflejaba a filósofos de la Antigüedad, en el Parnaso se admiten poetas posteriores e incluso contemporáneos, ya que, a diferencia de lo que ocurre en la filosofía renacentista, la poesía de aquella misma época sí produjo obras que se consideraban comparables a las de la Antigüedad.

## Galería

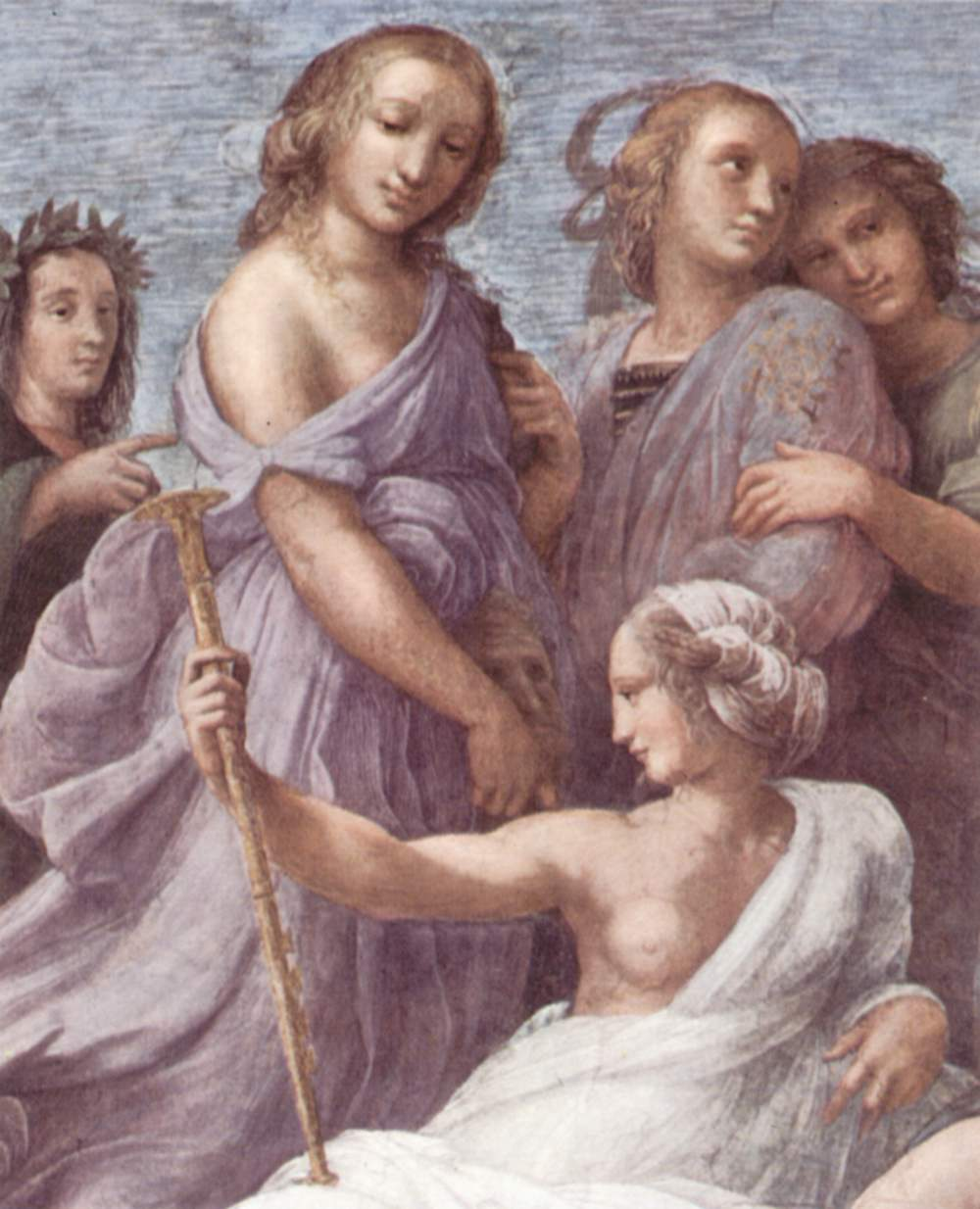
Estacio, Talía, Clío, Euterpe y Calíope
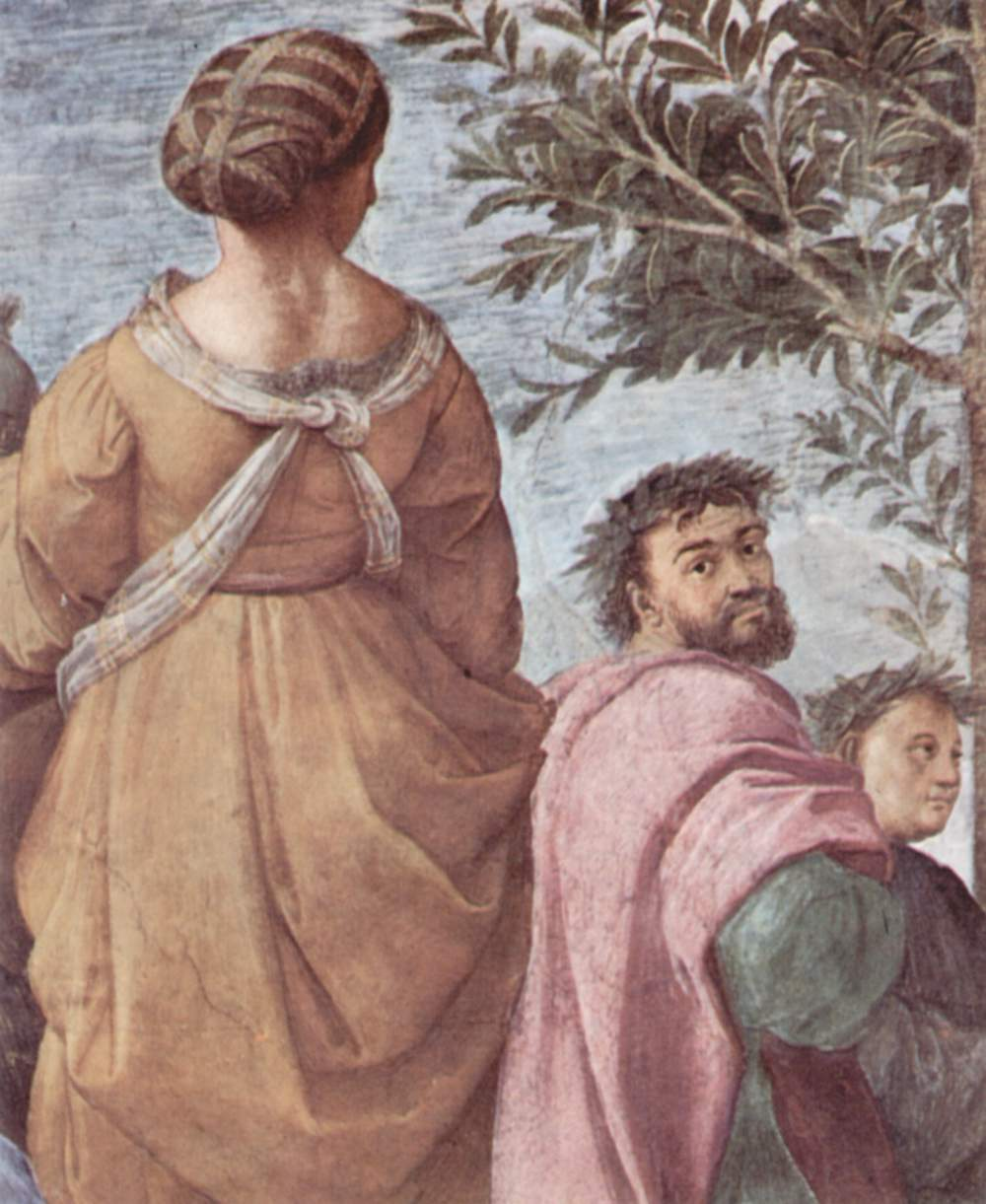
Erato, Ludovico Ariosto y Giovanni Boccaccio
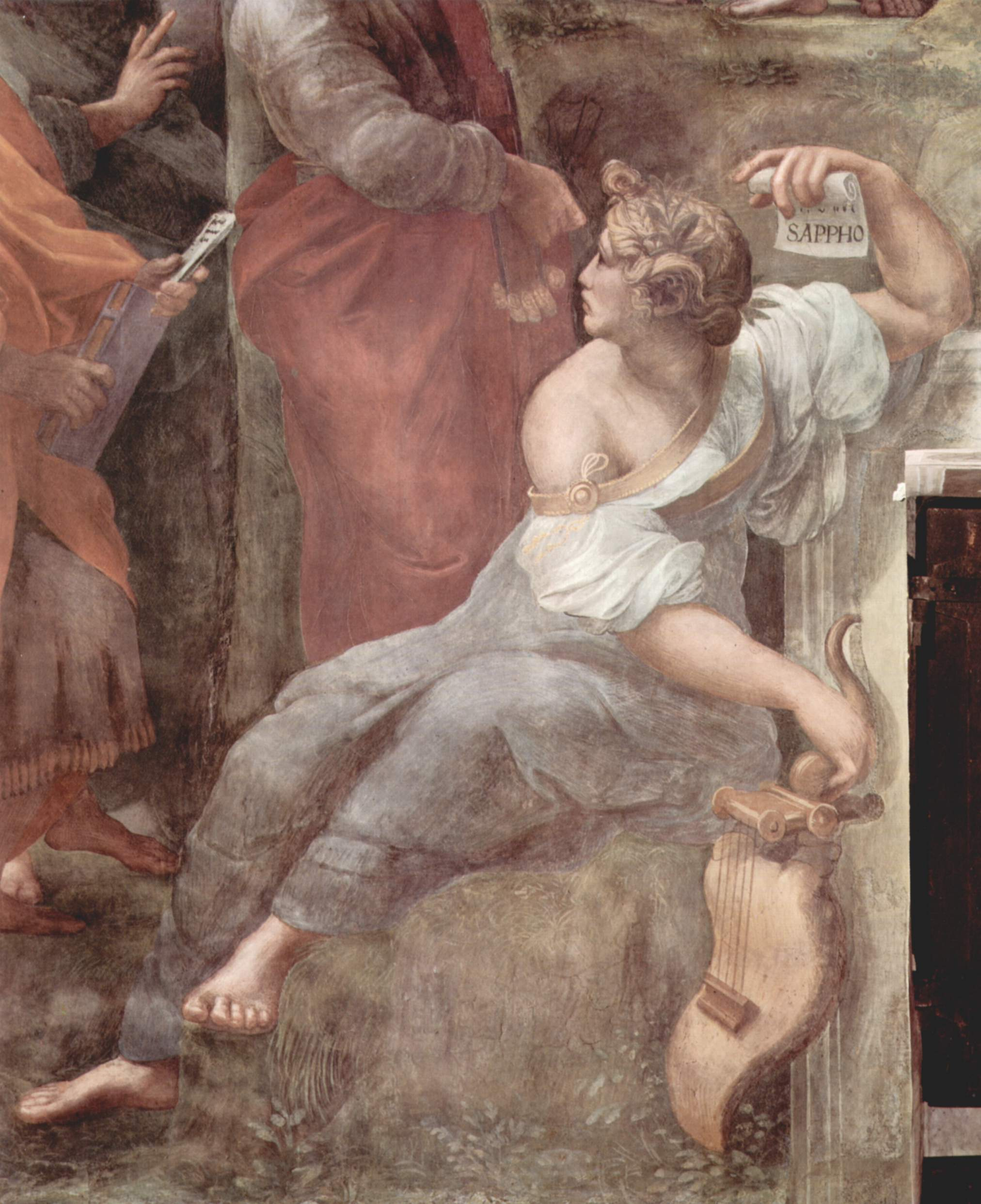
Safo
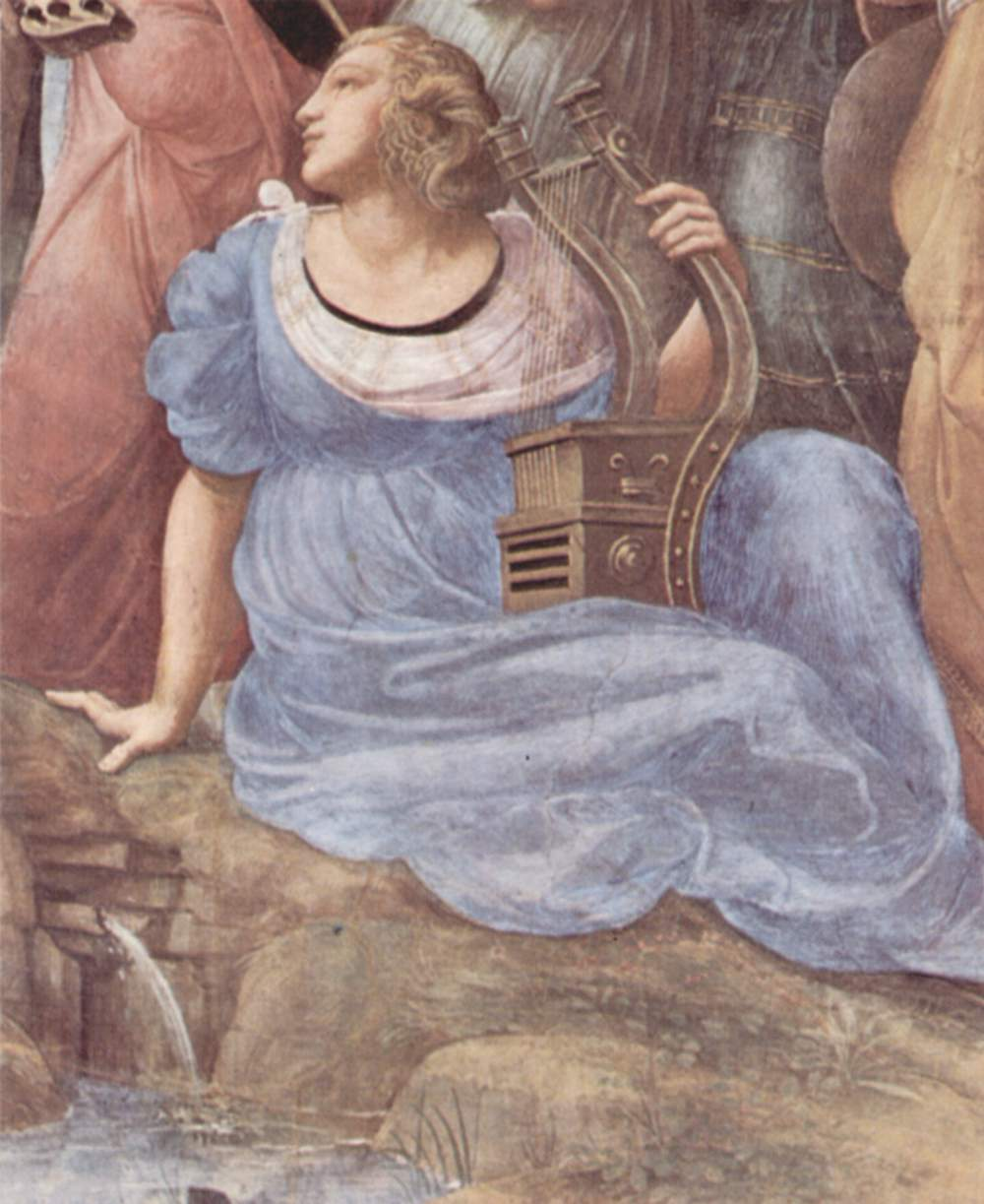
Terpsícore
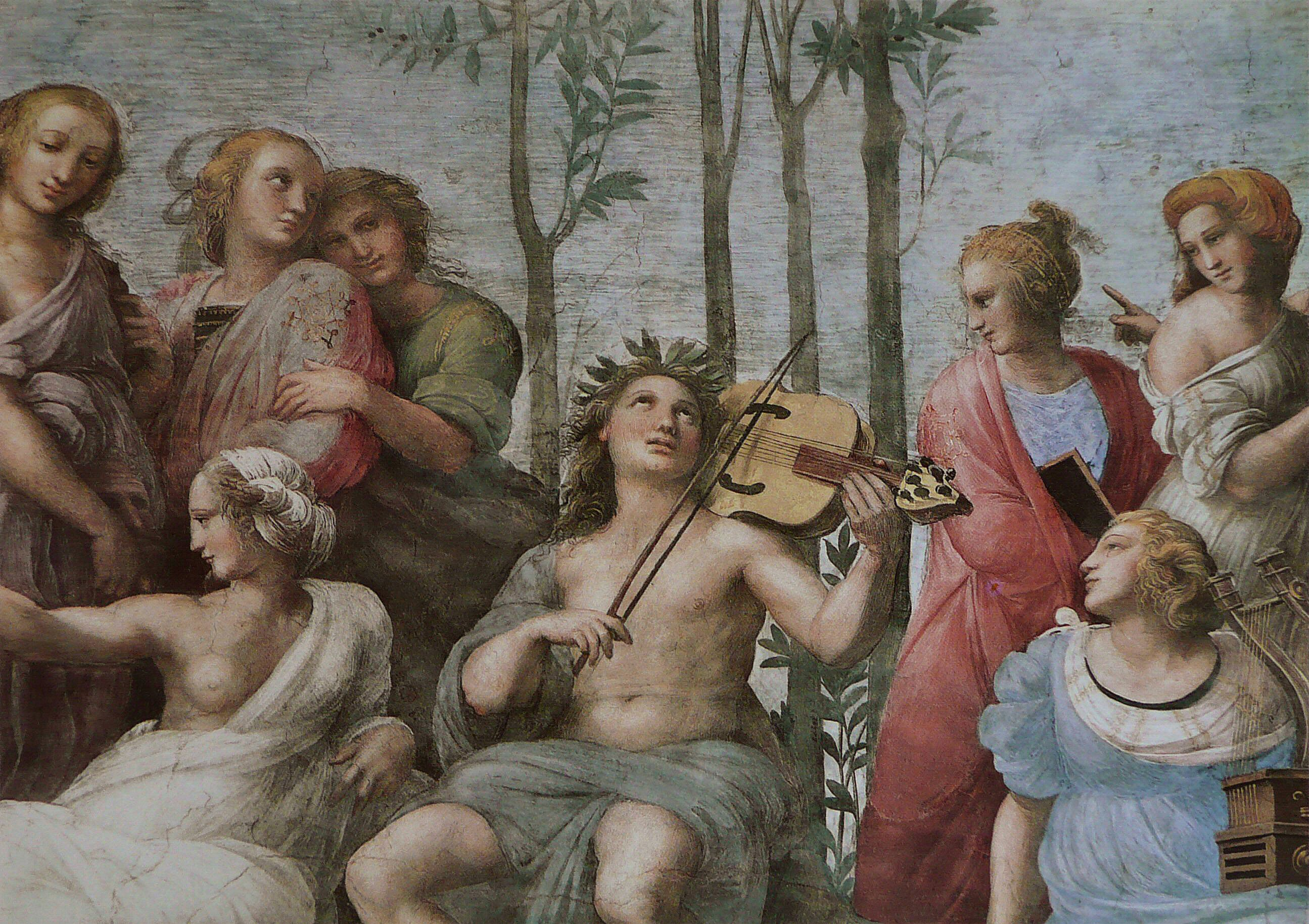
Apolo